# Bentley State Limousine
Die Bentley State Limousine ist die Staatskarosse der britischen Monarchen, von der zwei Exemplare vom Autohersteller Bentley, einer Volkswagen-Marke, hergestellt wurden.
Ein Exemplar bekam Elisabeth II. am 4. Juni 2002 anlässlich ihres goldenen Thronjubiläums von Franz-Josef Paefgen, dem ehemaligen CEO von Bentley, in Windsor Castle übergeben. Sie nutzte es auf der Jungfernfahrt zur St Paul’s Cathedral. Es ist Bentleys erste Staatskarosse und war genauso wie die erste Staatskarosse von Rolls-Royce, der Rolls-Royce Phantom IV, ein Geschenk an das britische Königshaus. Das zweite Exemplar wird als Ersatzfahrzeug vorgehalten. Der Wert der Fahrzeuge lag zur Auslieferung bei je etwa 11 Millionen Euro. Die Fahrzeuge waren bis zu dem Tod von Königin Elisabeth II. im Jahr 2022 für sie im Dienst.

## Technik
Die Bentley State Limousine basiert auf dem Bentley Arnage, ist aber länger, breiter und höher. Sie hat wie dieser das Vierganggetriebe und den V8-Twinturbomotor mit einem Hubraum von 6,75 Liter (maximale Motorleistung 298 kW, maximales Drehmoment 835 Nm). Anstatt der bei Bentley genutzten Kühlerfigur „Flying B“ wird eine austauschbare Skulptur genutzt, die nur aufgesteckt wird, wenn der Monarch den Wagen nutzt. Die Skulptur des Heiligen Georg wird gegen einen stehenden Löwen ausgetauscht, wenn der Wagen in Schottland unterwegs ist.
Beide Exemplare sind seit 2012 zu Flexible-Fuel-Fahrzeugen umgerüstet worden.

## Gestaltung

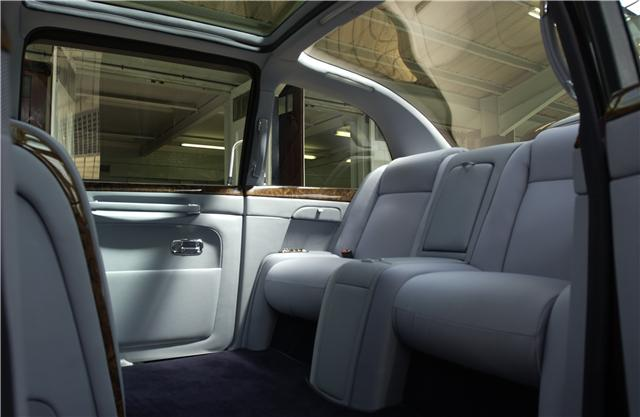
Die Rückbank, auf der die Queen unter der Panoramascheibe saß

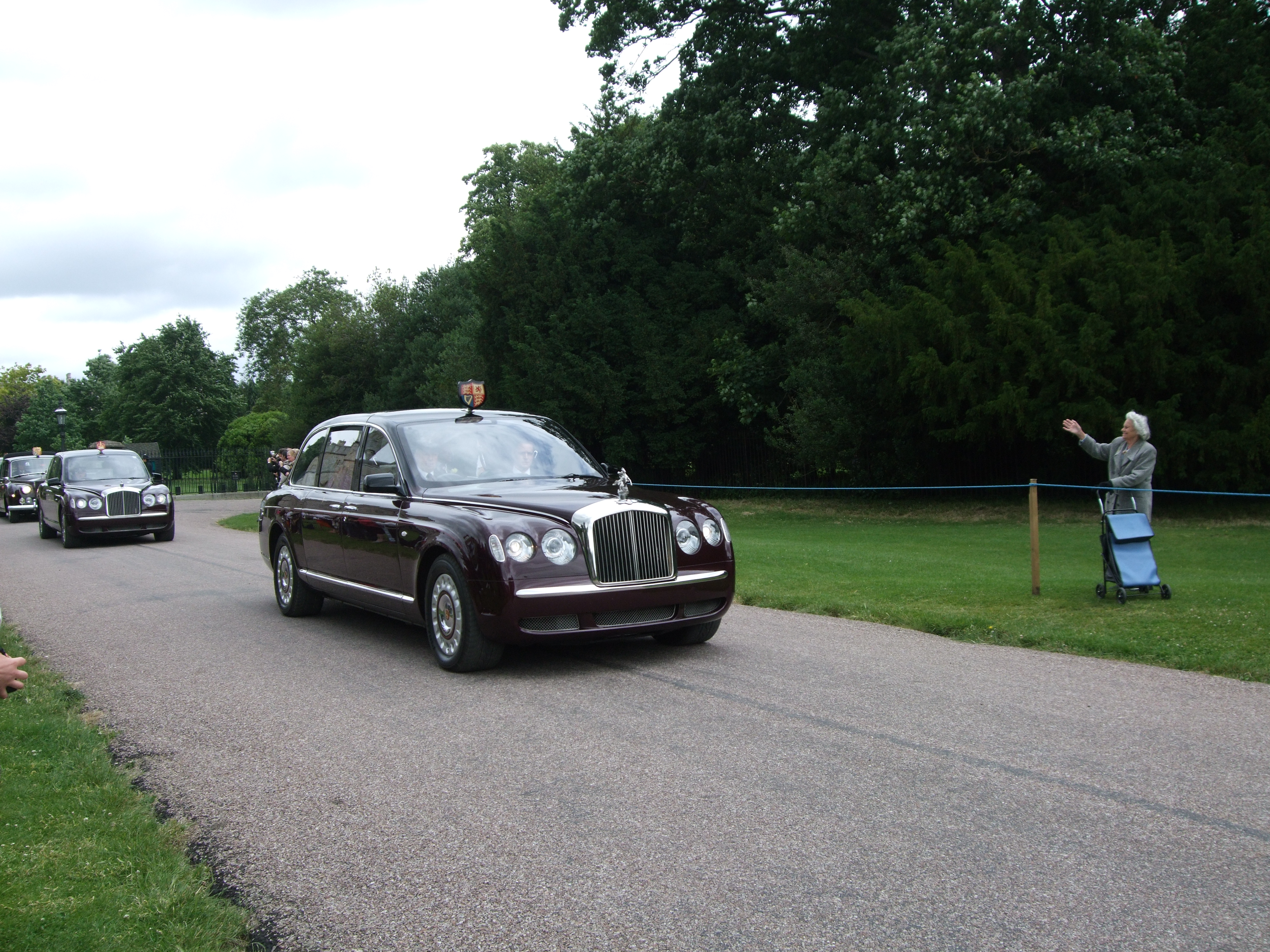
Beide Exemplare auf dem „Long Walk“ des Windsor Great Parks. An der Kühlerfigur und dem Dach-Emblem war zu erkennen, dass die Königin im vorderen Wagen saß

Im unteren Bereich bis kurz unter die Fensterlinie sind die Wagen weinrot und oberhalb schwarz lackiert. Auf den hinteren Türen befinden sich kleine Embleme der Königin. Die Glasdächer der beiden produzierten Exemplare können im hinteren Bereich mit blickdichten, schwarzen Abdeckungen verdeckt werden und lassen dann nur noch ein kleines Heckfenster mit runden Ecken frei. Wenn die Abdeckungen nicht genutzt werden, können sie im Kofferraum gelagert werden. Neben den vier festen Sitzplätzen gibt es noch zwei klappbare Sitze entgegen der Fahrtrichtung hinter der Trennwand zum Fahrerraum.

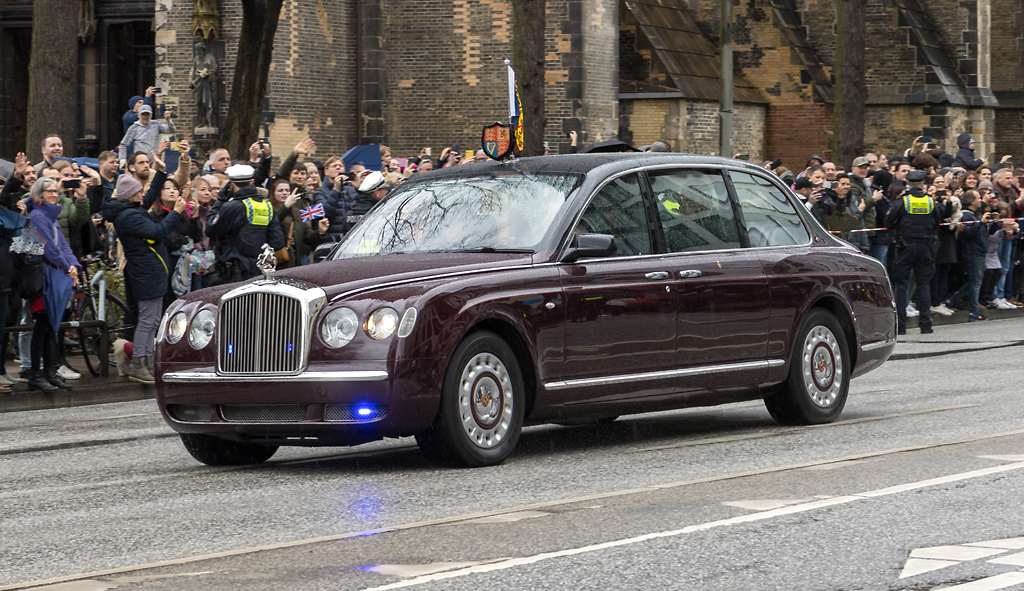
Bentley State Limousine am 31. März 2023 in Hamburg beim Besuch von König Charles III.

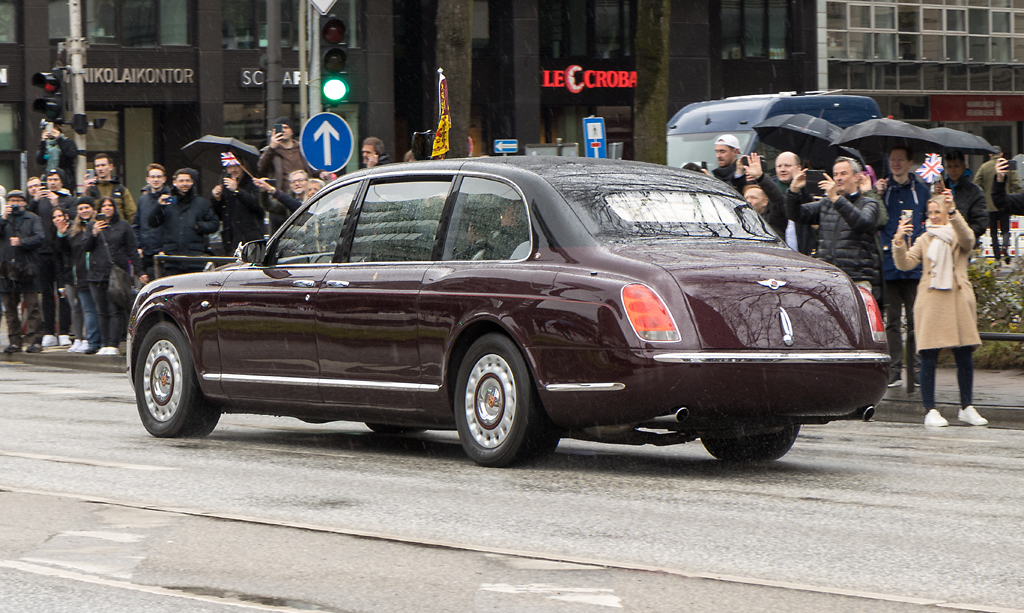
Bentley State Limousine am 31. März 2023 in Hamburg beim Besuch von König Charles III.

Das Projekt lief seit 2000 unter dem Namen Project Diamond. Die handgefertigten Fahrzeuge, die bei Paraden mit einer Durchschnittsgeschwindigkeit von 14 km/h fahren, sind auf eine Lebensdauer von 25 Jahren oder 125.000 Meilen ausgelegt. Eine Anforderung des Königshauses an die Entwickler war, dass die Fenster wenig getönt sind, um die Königin für das Volk sichtbar zu befördern. Anders als bei anderen Staatslimousinen können die Fenster vollständig versenkt werden. Diese Funktion wurde von der Königin auch genutzt. Die hinteren Türen sind hinten angeschlagene „Selbstmördertüren“, die den Ausstieg auch mit Kopfbedeckung erleichtern sollen.

## Nutzung
Die Fahrzeuge werden ohne Kfz-Kennzeichen gefahren und hauptsächlich für offizielle Anlässe der Monarchen eingesetzt. Sie werden dabei von Sicherheitsfahrzeugen begleitet. Der Fahrer der 2022 verstorbenen Königin war Joe Last. Auch einige adelige Staatsgäste der Königin, wie der saudische König Abdullah, wurden mit den Wagen befördert.